# گوندولا نو اوتا
گوندولا نو اوتا (به ژاپنی: ゴンドラの唄، آواز گوندولا) ترانه‌ای شناخته‌شده مربوط به سال ۱۹۱۵ در دوره تایشو در ژاپن است.

## بکارگیری
جمله «زندگی کوتاه است، عاشق شوید ای دوشیزگان» در دهه ۱۹۹۰ در ژاپن محبوب شده بود. مخصوصا جمله «عاشق شوید ای دوشیزگان» که عنوان چندین آهنگ و یک مجموعه تلویزیونی در این دهه شد.
- این آهنگ در فیلم ایکیرو اثر آکیرا کوروساوا ساخته ۱۹۵۲ بکار رفت.[۱]
- همچنین در کارهای زیر نیز از آن استفاده شده‌است:
  - عنوان‌بندی مانگای ژاپنی فوشیگی یوگی گنبو کایدن.
  - فیلم درام ژاپنی "هایکی چیچیو ساما".
  - فیلم ماکائو (۱۹۸۸) به کارگردانی کلمنز کلوپفنشتین.
  - در انیمیشن تلویزیونی اوتومن.

## متن ترانه
| متن ترانه به ژاپنی: いのち短し 恋せよ少女 朱き唇 褪せぬ間に 熱き血潮の 冷えぬ間に 明日の月日の< ないものを いのち短し 恋せよ少女 いざ手をとりて 彼の舟に いざ燃ゆる頬を 君が頬に ここには誰れも 来ぬものを いのち短し 恋せよ少女 波に漂う 舟の様に 君が柔手を 我が肩に ここには人目も 無いものを いのち短し 恋せよ少女 黒髪の色 褪せぬ間に 心のほのお 消えぬ間に 今日はふたたび 来ぬものを | متن ترانه در روماجی: inochi mijikashi koi seyo otome akaki kuchibiru asenu ma ni atsuki chishio no hienu ma ni asu no tsukihi no nai mono wo inochi mijikashi koi seyo otome iza te wo torite ka no fune ni iza moyuru ho wo kimiga ho ni koko ni wa dare mo konu mono wo inochi mijikashi koi seyo otome nami ni tadayou fune no yo ni kimiga yawate wo waga kata ni koko niwa hitome mo nai mono wo inochi mijikashi koi seyo otome kurokami no iro asenu ma ni kokoro no honoo kienu ma ni kyou wa futatabi konu mono wo | برگردان فارسی متن ترانه: زندگی کوتاه است. عاشق شوید ای دوشیزگان پیش از آنکه سرخی زیبای لب‌هایتان محو شود پیش از آنکه جریان احساسات در شما خشک شود، برای آن‌هایی از شما که می‌دانند فردایی نیست. زندگی کوتاه است. عاشق شوید ای دوشیزگان پیش از آنکه او سوار قایقش شود پیش از آنکه سرخی گونه‌هایش محو شود آنهایی از شما که دیگر هرگز به اینجا برنخواهند گشت. زندگی کوتاه است. عاشق شوید ای دوشیزگان پیش از آنکه قایق دور شود بر روی امواج پیش از آنکه دستی که بر روی شانه شماست دیگر نباشد برای آنهایی که دیگر هرگز آنها را اینجا نخواهیم دید. زندگی کوتاه است. عاشق شوید ای دوشیزگان پیش از آنکه خرمن مشکین گیسوهایتان رشته رشته شود پیش از آنکه شعله‌های قلبتان سوسو زده و خاموش شوند برای آنهایی که امروز هستند اما دیگر هرگز بازنخواهند گشت. |